# Flori pentru Algernon
Flori pentru Algernon (engleză Flowers for Algernon) este o povestire științifico-fantastică a scriitorului american Daniel Keyes care a apărut în numărul din aprilie 1959 al revistei F&SF (The Magazine of Fantasy & Science Fiction). În 1960, a câștigat premiul Hugo pentru cea mai bună povestire scurtă.  Keyes a rescris povestirea și a transformat-o într-un roman care a apărut în martie 1966 la editura Harcourt. Acesta a câștigat premiul Nebula în 1966 pentru cel mai bun roman (împreună cu Babel-17 de Samuel R. Delany).
Algernon este un șoarece de laborator care a fost supus unei intervenții chirurgicale pentru a-și spori inteligența prin mijloace artificiale. Povestea este prezentată printr-o serie de rapoarte privind progresul înregistrat de șoarece, rapoarte scrise de Charlie Gordon, primul subiect al testării pe oameni prin intervenție chirurgicală, și se referă la numeroase teme etice și morale diferite, cum ar fi tratamentul persoanelor cu dizabilități mintale.

## Primire

### Premii
Povestirea originală a câștigat Premiul Hugo pentru cea mai bună povestire în 1960. Romanul a câștigat Premiul Nebula pentru cel mai bun roman în 1966, premiu împărțit cu Babel-17 de Samuel R. Delany și a fost nominalizat la Premiul Hugo pentru cel mai bun roman în 1967, dar a pierdut în fața romanului The Moon Is a Harsh Mistress (Luna e o doamnă crudă) de Robert A. Heinlein.

## Adaptări

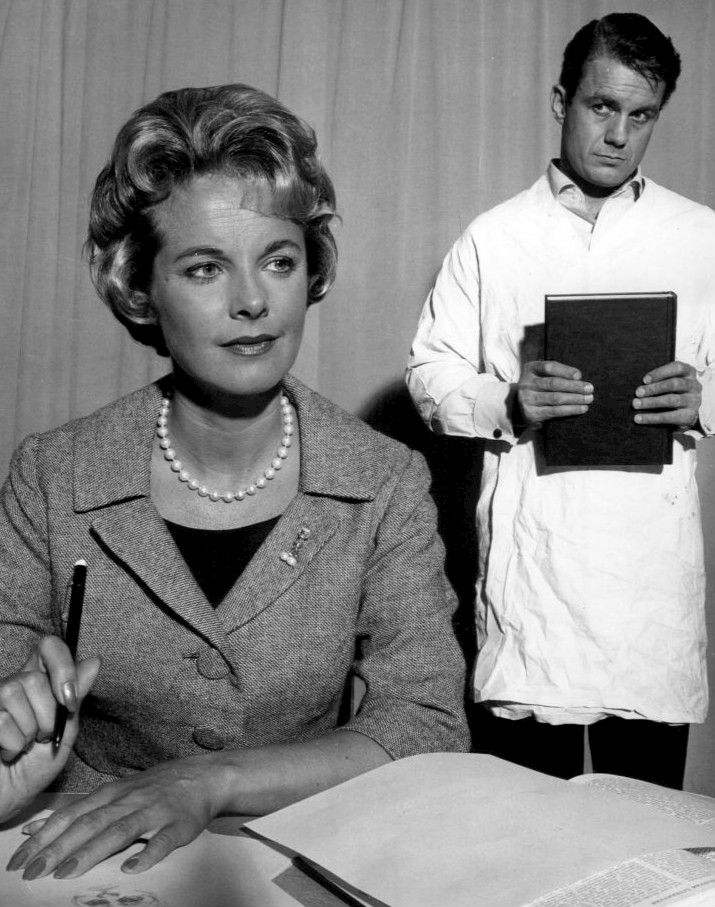
Mona Freeman (Alice) și Cliff Robertson (Charlie Gordon) în "The Two Worlds of Charlie Gordon", o prezentare din 1961 a serialului TV antologic The United States Steel Hour. Robertson a reprimit rolul său din filmul Charly.

Flori pentru Algernon a fost adaptat în numeroase produse media inclusiv pentru film, televiziune, radio și teatru:
- Episodul din 1961 al serialului TV dramatic The United States Steel Hour, "The Two Worlds of Charlie Gordon", cu Cliff Robertson.[5][6]
- Filmul din 1968, Charly, cu Cliff Robertson, pentru care a câștigat Premiul Oscar pentru cel mai bun actor.[5][7]
- Piesa de teatru din 1969, Flowers for Algernon de David Rogers.[5][8]
- Muzicalul pentru teatru din 1978, Charlie and Algernon de David Rogers și Charles Strouse.[5][9][10]
- Piesa de teatru din 1991, Flowers for Algernon, produsă pentru BBC Radio 4, cu Tom Courtenay[11]
- Filmul pentru televiziune din 2000, Flowers for Algernon, cu Matthew Modine.
- Serialul TV dramatic japonez din 2002, Algernon ni Hanataba wo, produs pentru Fuji Television, cu Yūsuke Santamaria.
- Filmul franțuzesc pentru televiziune din 2006, Des fleurs pour Algernon.
- Episodul din 2013 al emisiunii TV It's Always Sunny in Philadelphia, "Flowers for Charlie".
- Serialul TV dramatic japonez din 2015, Algernon ni Hanataba wo, produs pentru Tokyo Broadcasting System, cu Yamashita Tomohisa și Chiaki Kuriyama.

Alte adaptări pentru teatru și radio au fost produse în Franța (1982), Irlanda (1983), Australia (1984), Polonia (1985), Japonia (1987, 1990) și Cehoslovacia (1988).

## Vezi și
- Lista câștigătorilor ambelor premii Hugo și Nebula
- 1959 în literatură
- 1966 în literatură
- Listă de povestiri după care s-au făcut filme